# Pastinaca vaginans
Pastinaca vaginans är en flockblommig växtart som beskrevs av Josef Velenovský. Pastinaca vaginans ingår i släktet palsternackor, och familjen flockblommiga växter. Inga underarter finns listade i Catalogue of Life.